# Battersea Park Circuit
Okruh Battersea Park Circuit, známý též jako Městský okruh v Battersea Parku (anglicky: Battersea Park Street Circuit) byl prvním dočasným městským okruhem ve Londýně, hlavním městě Spojeného království. Rozkládal se v parku Battersea a hostil celkem čtyři závody šampionátu Formule E v rámci dvou ePrix Londýna, a to konkrétně v červnu 2015 a červenci 2016.
Po protestech lokálních komunit, které zakládaly svou argumentaci na faktu, že park byl zařazen mezi chráněné zóny, oznámilo vedení Formule E v červnu 2016, že se na tomto okruhu už závody konat nebudou.
Pro další závody v Londýně se připravuje nová trať v ExCeL aréně.

## Design

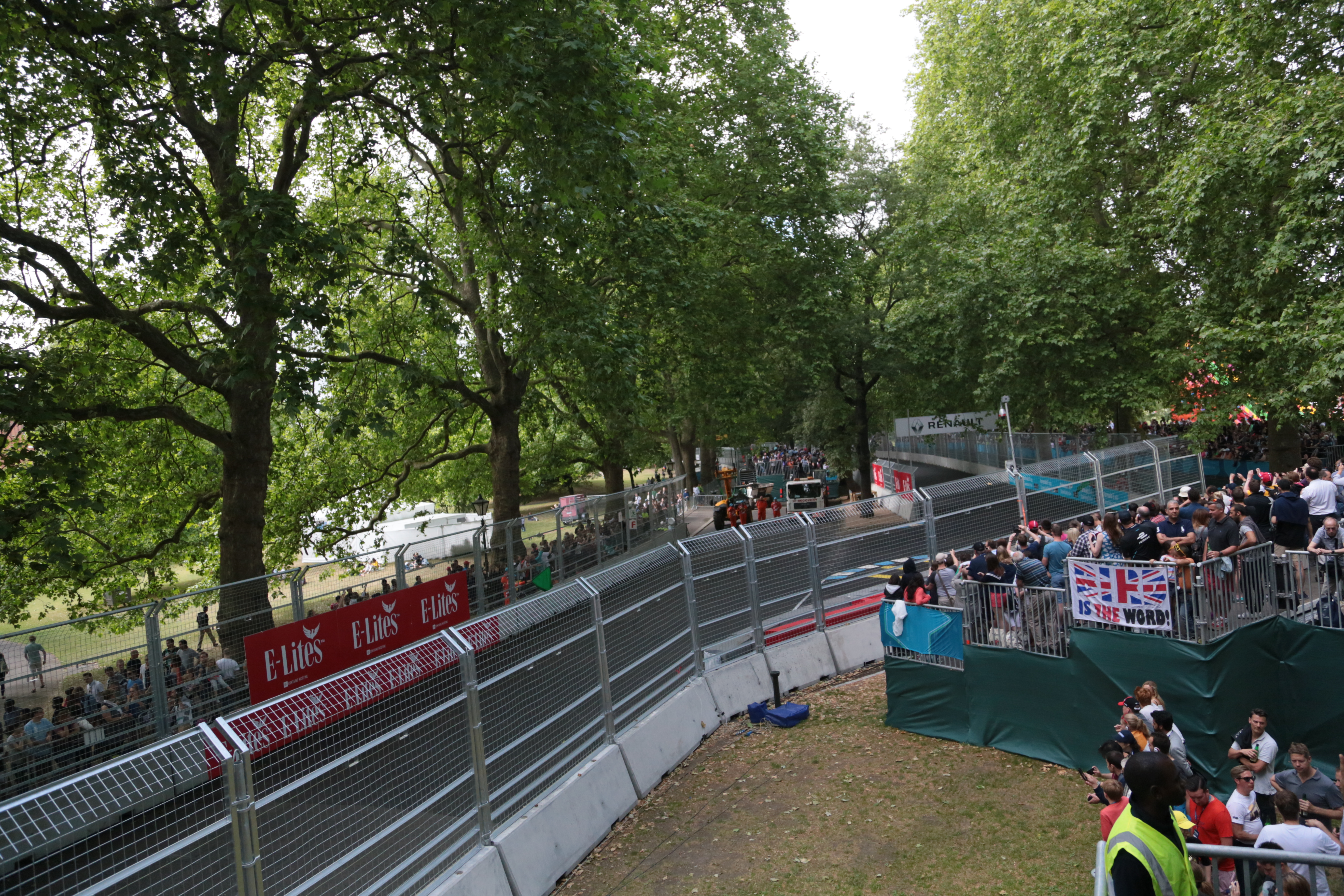
Trať vedla přímo parkem Battersea

Trať měla 2,922 kilometrů a skládala se ze 17 zatáček. Navrhl ji britský architekt Simon Gibbons.
Samotná trať byla kritizována kvůli malé šířce a mnoha hrbolům, Jérôme d'Ambrosio na svém voze zlomil zavěšení kola. Po změnách na poslední chvíli, které byly provedeny v první zatáčce okruhu, byl první závod na okruhu odstartován za safety carem.

## Závody

### Formule E
| Rok     | Závod   | Jezdec          | Tým            | Výsledky |
| ------- | ------- | --------------- | -------------- | -------- |
| 2015/16 | závod 2 | Nicolas Prost   | Renault e.dams | Výsledky |
| 2015/16 | závod 1 | Nicolas Prost   | Renault e.dams | Výsledky |
| 2014/15 | závod 2 | Sam Bird        | Virgin Racing  | Výsledky |
| 2014/15 | závod 1 | Sébastien Buemi | Renault e.dams | Výsledky |